# Shazam! La Rage des Dieux
Pour les articles homonymes, voir Shazam.
Série DC Extended Universe
Black Adam
(2022) The Flash
(2023)
Série Shazam
Shazam!
(2019)
Pour plus de détails, voir Fiche technique et Distribution.
Shazam! La Rage des Dieux (Shazam! Fury of the Gods) est un film de super-héros américain réalisé par David F. Sandberg et sorti en 2023.
Douzième film du DC Extended Universe, il fait suite à Shazam! (2019) du même réalisateur. Il met en scène le personnage de DC Comics Shazam (nommé Captain Marvel jusqu'en 2011) créé par C. C. Beck et Bill Parker.
À Philadelphie, quatre ans après avoir reçu les pouvoirs du vieux sorcier Shazam et les avoir partagés avec ses trois frères et deux sœurs, le jeune William « Billy » Batson continue bon gré mal gré sa carrière de super-héros, tout en s'efforçant de gérer les changements qui surviennent au sein de la famille adoptive des Vásquez, dont les membres commencent à avoir des intérêts divergents en grandissant. Billy découvre trop tard que sa récente ascension a provoqué des effets inattendus : pour empêcher le Dr Thaddeus Bodog Sivana d'acquérir ses pouvoirs quatre ans auparavant, Billy avait accidentellement brisé la barrière entre son monde et celui des dieux lorsqu'il avait cassé le Gourdin des Dieux, volé au vieux sorcier par Sivana. En conséquence, une nouvelle menace apparaît lorsque les trois filles d'Atlas, Hespéra, Kalypso et Anthéa, veulent régénérer le Royaume des Dieux grâce à l'Arbre de Vie, dont la graine est une pomme d'or. Shazam et sa famille doivent unir leurs forces afin de réussir à vaincre les trois déesses, devenir de véritables héros et sauver le monde...

## Synopsis
En 2022, quatre ans après la défaite du Dr Thaddeus Bodog Sivana, Hespéra et Kalypso, deux des filles du Titan d'Atlas et de la déesse Nyx, entrent dans un musée à Athènes, en Grèce. Après avoir transformé chaque visiteur et employé du musée en pierre, elles volent le Gourdin des Dieux (le bâton brisé du vieux sorcier Shazam). 
À Philadelphie, William « Billy » Batson et sa « Shazamily » de frères et sœurs adoptifs sauvent des gens de l'effondrement du pont Benjamin Franklin. Les membres du groupe prennent leurs distances à mesure qu'ils grandissent et ont leurs propres intérêts personnels, en particulier la fille aînée, Mary, qui rend sa vie secrète de super-héros responsable de son impossibilité d'aller à l'université. Billy craint d'être expulsé de la famille Vásquez lorsqu'il « vieillira » dans le système d'accueil. Plus tard, les filles d'Atlas rendent visite au Sorcier, qui est toujours vivant, mais emprisonné dans le Royaume des Dieux (le Mont Atlas). Tandis qu'Hespéra pratique de la magie sur les barreaux de la cellule, le Sorcier considère cela comme impossible, car ce royaume a été coupé de toute magie. Il avait dressé une barrière afin que les filles d'Atlas et les autres dieux soient bannis du royaume humain. La seule façon de briser cette barrière est de briser le Gourdin. C'est alors qu'elles montrent le Gourdin brisé au Sorcier. Ce dernier avait autrefois forgé ce Gourdin pour Atlas, mais le Sorcier vola la magie d'Atlas et celle de chacun des dieux de ce royaume. Kalypso utilise son pouvoir pour forcer le Sorcier à réparer le Gourdin en prononçant Shazam.
Freddy Freeman, toujours victime d'intimidation à l'école, tombe amoureux d'une nouvelle fille nommée Anne. Dans un rêve, le Sorcier avertit Billy au sujet des filles d'Atlas, incitant la Shazamily à commencer à les rechercher. Ils découvrent que les filles d'Atlas veillent sur les Pommes d'Or que donne le légendaire Arbre de Vie, car celles-ci renferment les Graines de Vie qui ont enfanté le Royaume des Dieux, qui est lui-même protégé par un dragon. Voulant rechercher plus de renseignements, Pedro leur fait ensuite découvrir un endroit secret du Rocher d'Éternité contenant un nombre impressionnant de livres. Sur place, ils rencontrent un stylo sensible nommé Steve, qu'ils utilisent pour trouver les informations qu'ils recherchent.
Pendant ce temps, Freddy montre à Anne son identité de super-héros. La Shazamily découvre que les dieux voyaient les humains comme des valets, jusqu'à ce que les humains se révoltent contre eux. Atlas se fabriqua un gourdin taillé dans l'Arbre de Vie et il s'en servit pour donner des pouvoirs à certains dieux et aussi pour en prendre à d'autres. Apparemment, le Gourdin est comme une batterie remplie de magie. Un conseil de sorciers humains s'est formé pour arracher le Gourdin à Atlas et lui enlever ses pouvoirs magiques. Après cela, les Sorciers ont attaqué d'autres dieux. Dès que le Gourdin a réuni tous les pouvoirs des dieux, les Sorciers sont parvenus à isoler le Royaume des Dieux dans une sphère magique et devint coupé de toute magie. Soudain, la Shazamily voit sur CNN l'attaque dans le musée athénien et découvrent à quoi ressemblent les deux filles d'Atlas. Mais Pedro révèle qu'elles sont trois.
Hespéra et Kalypso arrivent avec le Gourdin et volent les pouvoirs de Freddy, et Anne se révèle être leur plus jeune sœur, Anthéa. Billy et la Shazamily tentent de sauver Freddy, mais les filles kidnappent ce dernier et placent un dôme indestructible autour de la ville, emprisonnant tout le monde à l'intérieur. Freddy est emprisonné dans le cachot avec le Sorcier. La Shazamily découvre que les filles d'Atlas possèdent chacune un pouvoir distinctif. Pour Hespéra, le pouvoir des Éléments. Pour Kalypso, le pouvoir du Chaos. Et pour Anthéa, le pouvoir de l'Axe. Il s'agit de forces primordiales.
La Shazamily utilise le stylo Steve pour rédiger une lettre à Hespéra en guise de négociation pour la libération de Freddy. Pendant ce temps, Freddy et le Sorcier sont jetés dans la Fosse. Ils se retrouvent face au dragon Ladon, le gardien des jardins d'Atlas. Ils sont tous les deux secourus par Anthéa, qui les laisse s'échapper. Pendant ce temps, Billy rencontre Hespéra dans un restaurant local et, bien que la rencontre soit initialement cordiale, elle et Kalypso combattent bientôt la Shazamily. Pedro perd ses pouvoirs pendant le combat, tandis qu'Hespéra est capturée et emmenée dans une cellule du Rocher d'Éternité. Ayant planifié sa capture, Hespéra s'échappe facilement et vole la dernière Pomme d'Or, aussi appelée la Graine.
Alors que Freddy et le Sorcier tentent de s'échapper du Royaume des Dieux, Hespéra revient avec la Pomme. Les filles se disputent quand Hespéra et Anthéa veulent utiliser la Pomme pour faire revivre leur royaume, tandis que Kalypso souhaite la planter sur Terre pour la détruire. Freddy vole la Pomme, mais est découvert. Billy et la Shazamily arrivent, Freddy récupère ses pouvoirs, et tous reviennent avec le Sorcier au Rocher d'Éternité et se réunissent dans la maison des Vásquez, où ils révèlent leur identité secrète à leurs parents adoptifs. Kalypso apparaît avec Ladon pour acquérir la Pomme, détruisant ainsi la maison des Vásquez. Une poursuite s'ensuit dans toute la ville alors que la famille tente d'éloigner la Pomme de Kalypso, mais tout le monde sauf Billy perd ses pouvoirs dans l'escarmouche. Kalypso récupère la Pomme et l'utilise pour faire pousser l'Arbre de Vie au Citizens Bank Park, ce qui engendre divers monstres, dont des cyclopes, des harpies, des manticores et des minotaures, pour attaquer la ville. Hespéra et Anthéa s'opposent au plan destructeur de leur sœur, mais Kalypso blesse mortellement Hespéra et prive Anthéa de ses pouvoirs. Billy, désespéré, demande au Sorcier de révoquer ses pouvoirs, mais le Sorcier lui assure qu'il est un véritable héros digne d'eux. Tenant compte des paroles du Sorcier, Billy s'envole pour arrêter Kalypso, tandis que la Shazamily demande l'aide de licornes pour repousser les autres monstres.
Billy persuade Hespéra mourante de l'aider à arrêter Kalypso. Réalisant que le dôme réagit violemment à sa foudre, Billy attire Kalypso dans le parc tandis qu'Hespéra rétrécit le dôme pour les contenir. Billy combat Kalypso et Ladon avant de les tuer tous les deux en surchargeant le Gourdin d'électricité, détruisant l'arbre et l'armée de Kalypso avec eux, au prix de sa propre vie. Hespéra reconnaît Billy comme un vrai dieu avant de succomber à ses blessures, provoquant la disparition du dôme. Anthéa emmène la famille en deuil de Billy au Royaume des Dieux pour son enterrement.
Wonder Woman, le dernier être vivant doté de pouvoirs divins, apparaît et répare le Gourdin des Dieux, l'imprégnant de son pouvoir et l'utilisant pour faire revivre le Royaume des Dieux, restaurer les pouvoirs d'Anthéa et ressusciter Billy. Billy utilise à son tour le Gourdin pour restaurer les pouvoirs de ses frères et sœurs. La Shazamily reconstruit sa maison, tandis qu'Anthéa et Freddy entament une relation, et que le vieux sorcier s'installe sur Terre.

### Scène inter-générique
Après avoir vu l'action héroïque de Billy, Amanda Waller envoie Emilia Harcourt et John Economos se présenter à Billy devant une station d'essence abandonnée en pleine forêt. Emilia lui révèle qu'ils connaissent sa véritable identité et lui demande s'il veut intégrer la Justice Society. Billy répond oui dès le moment où il entend le mot Justice. Mais après avoir su par Emilia qu'il ne s'agit pas de la Justice League, il préfère décliner l'offre. Emilia n'insiste pas et préfère quitter les lieux, suivi de John, après que Billy lui a proposé différents noms pour remplacer le mot de Justice pour la Justice Society. Le choix de Billy s'arrête à la Avengers Society.

### Scène post-générique
Le Dr Thaddeus Bodog Sivana, toujours incarcéré, reçoit à nouveau la visite de Mister Mind, furieux qu'il n'ait pas commencé à mettre en œuvre leur plan.

## Fiche technique
Sauf indication contraire, les informations mentionnées dans cette section peuvent être confirmées par la base de données cinématographiques IMDb,  présente dans la section « Liens externes ».
- Titre original : Shazam! Fury of the Gods
- Titre français : Shazam! La Rage des Dieux
- Réalisation : David F. Sandberg
- Scénario : Henry Gayden et Chris Morgan, d'après Shazam créé par C. C. Beck et Bill Parker
- Direction artistique : Shawn D. Bronson et Brittany Hites
- Décors : Paul Kirby
- Costumes : Louise Mingenbach
- Photographie : Gyula Pados
- Montage : Michel Aller
- Musique : Christophe Beck
- Production : Peter Safra

Producteur délégué : Walter Hamada
- Sociétés de production : DC Films, New Line Cinema, The Safran Company et Mad Ghost Productions
- Société de distribution : Warner Bros.
- Budget : 125 millions de $
- Pays de production :  États-Unis
- Langue originale : anglais
- Format : couleur
- Genre : super-héros, comédie, fantastique, aventures
- Durée : 131 minutes
- Dates de sortie : 
  - États-Unis : 17 mars 2023
  - France : 29 mars 2023
- Classification :
  - États-Unis : PG-13 (les enfants de moins de 13 ans doivent être accompagnées d'un adulte)

## Distribution
- Zachary Levi (VF : Tanguy Goasdoué ; VQ : Philippe Martin) : Shazam / la forme super-héroïque de William « Billy » Batson
- Asher Angel (VF : Tom Trouffier) : William « Billy » Batson
- Jack Dylan Grazer (VF : Kylian Trouillard ; VQ : Philippe Vanasse-Paquin) : Frederick « Freddy » Freeman
- Adam Brody (VF : Donald Reignoux ; VQ : Sébastien Reding) : la forme super-héroïque de Freddy
- Grace Fulton (VF : Émilie Rault) : Mary Bromfield / Mary Shazam (en)
- Faithe Herman (en) (VF : Délia Frankiewicz) : Darla Dudley
- Meagan Good (VF : Clarisse Lhoni-Botte) : la forme super-héroïque de Darla
- Jovan Armand (VF : Martin Faliu) : Pedro Peña
- D. J. Cotrona (VF : Eilias Changuel) : la forme super-héroïque de Pedro
- Ian Chen (en) : Eugene Choi
- Ross Butler (VF : Stanislas Roquette ; VQ : Geoffrey Vigier) : la forme super-héroïque d'Eugene
- Helen Mirren (VF : Annie Le Youdec ; VQ : Claudine Chatel) : Hespéra, fille d'Atlas
- Lucy Liu (VF : Laëtitia Godès ; VQ : Anne Dorval) : Kalypso, fille d'Atlas
- Rachel Zegler (VF : Kaycie Chase ; VQ : Célia Gouin-Arsenault) : Anthéa / Anne, fille d'Atlas
- Djimon Hounsou (VF : Frantz Confiac ; VQ : Marc-André Bélanger) : le vieux sorcier Shazam
- Marta Milans (en) (VF : Léovanie Raud ; VQ : Catherine Proulx-Lemay) : Rosa Vásquez
- Cooper Andrews (VF : Gilles Morvan ; VQ : Alexandre Fortin) : Víctor Vásquez
- Michael Beasley : le colonel Cheesesteak
- Rizwan Manji (en) : un citoyen au musée
- Diedrich Bader (VF : Constantin Pappas) : M. Geckle
- P. J. Byrne (VF : Laurent Morteau) : Dr Dario Bava, le pédiatre de Billy
- Lotta Losten (en) : l'infirmière ayant besoin d'un héros
- Hillary Harley : la passagère dans la voiture avec les chatons
- Michael Gray (en) : un passant / l'ancien Shazam (caméo)
- Carson MacCormac (en) (VF : Gauthier Battoue) : Brett Breyer
- Gal Gadot (VF : Ingrid Donnadieu ; VQ : Lynda Thalie) : Diana Prince / Wonder Woman (caméo, non-créditée)
- Derek Russo : Atlas (caméo, non-crédité)
- Jennifer Holland (VF : Marie Chevalot ; VQ : Stéfanie Dolan) : Emilia Harcourt (caméo, scène inter-générique)
- Steve Agee (VF : Bruno Magne) : John Economos (caméo, scène inter-générique)
- Mark Strong (VF : Éric Herson-Macarel ; VQ : Patrick Chouinard) : Dr Thaddeus Bodog Sivana (caméo, scène post-générique)
- David F. Sandberg (VQ : Pierre Auger) : Mister Mind (en) (caméo vocal, scène post-générique)
- version française réalisé par la société de doublage Dubbing Brothers, sous la direction artistique de Hervé Rey[2].

Version française
- Studio de doublage : Dubbing Brothers
- Direction artistique : Hervé Rey
- Adaptation : Pierre Arson

 Source et légende : version française (VF) sur RS Doublage,[source insuffisante]

## Production

### Genèse, développement et attribution des rôles
Tout juste après la sortie américaine de Shazam! en avril 2019, Henry Gayden (en) est à nouveau annoncé comme scénariste d'un projet de suite. Le retour du réalisateur David F. Sandberg est également évoqué. En mai 2020, Michelle Borth, la version héroïque adulte de Mary dans le premier film, révèle qu'elle a signé un contrat pour apparaitre dans cinq films et affirme son désir de revenir pour cette suite. Zachary Levi confirme sa présence dans le rôle-titre le mois suivant. Il révèle également que l'écriture du scénario a débuté et que le début du tournage est prévu courant 2020. David F. Sandberg et la plupart de l'équipe du premier film sont ensuite confirmés en décembre 2019. New Line Cinema et Warner Bros. évoquent alors une sortie pour avril 2022. La production prend finalement du retard en raison de la pandémie de Covid-19. En juin 2020, Marta Milans confirme son retour dans le rôle de Rosa Vásquez et annonce un nouveau report du tournage en raison de la pandémie.
Le titre du film, Shazam! Fury of the Gods, est révélé durant le DC FanDome (en), un évènement en ligne en août 2020. Les retours d'Asher Angel, Jack Dylan Grazer, Adam Brody, Faithe Herman, Meagan Good, Grace Fulton, Ian Chen, Ross Butler et Jovan Armand sont annoncés,. Zachary Levi annonce ensuite que le tournage débutera en 2021.
En octobre 2020, Mark Strong déclare ensuite ne pas savoir s'il va revenir dans le rôle de Thaddeus Sivana. En janvier 2021, Megan Good évoque un débute de tournage en mai suivant, alors que Rachel Zegler rejoint le film dans un rôle non précisé. La participation de Geoff Johns à la production est ensuite révélée. En mars 2021, Helen Mirren est annoncée dans le rôle de Hespera, l'une des filles d'Atlas. Lucy Liu est ensuite confirmée dans le rôle d'une autre fille d'Atlas, Kalypso. En 2021, il est annoncé que Mark Strong ne reviendra pas dans cette suite.
En juin 2021, David F. Sandberg dévoile une photographie des héros en costume dans leur version super-héroïque. On y remarque que Grace Fulton joue également la forme super-héroïque de Mary à la place de Michelle Borth du premier volet. En juillet 2021, le retour de Djimon Hounsou est révélé par des photos de tournage.
Le 23 juillet 2022, DC Comics révèle les premières images du film dans une bande annonce à l'occasion du San Diego Comic-Con,.

### Tournage
Initialement prévu pour courant 2020,, le tournage débute le 26 mai 2021,
. Il a lieu à Atlanta. A la mi-2022, des reshoots sont organisés en parallèle des reshoots de Black Adam. Gal Gadot est ainsi annoncée au casting.

## Accueil

### Dates de sortie
La sortie américaine était initialement prévue le 1er avril 2022. Le tournage est retardé en raison de la pandémie de Covid-19 et la sortie et, en avril 2020, la sortie est à nouveau repoussée au 4 novembre 2022, puis à nouveau à 2 juin 2023, en raison de la pandémie. La sortie du film est ensuite avancée en décembre 2022, car il était prêt à sortir plus tôt que les autres films de DC qui devaient sortir en 2022 mais qui ont eux-mêmes été retardés par la pandémie. La date de décembre 2022 était auparavant donnée à Aquaman and the Lost Kingdom, qui a été repoussé à 2023.
Le film sort finalement le 17 mars 2023.

### Accueil critique
En France, le site Allociné donne la note de 2,2⁄5, après avoir recensé 9 critiques de presse.

### Box-office
Pour son premier jour d'exploitation en France, Shazam ! La Rage des Dieux a réalisé 41 900 entrées, dont 9 013 en avant-première, bénéficiant d'une diffusion large de 2 340 séances. Ce démarrage est au-dessous des espérances des studios, réalisant moitié moins d'entrées que son précédent volet : plus de 70 000 entrées en France. En comptabilisant les avant-premières, Shazam ! 2 se place en troisième position du box-office des nouveautés pour leur premier jour, derrière Je verrai toujours vos visages (43 031) et devant Bonne Conduite (9 984).
Nouveauté, Shazam ! La Rage des Dieux totalise 262 525 entrées en France, pour sa première semaine d'exploitation, accédant à la seconde place du box-office hebdomadaire derrière le drame français Je verrai toujours vos visages (282 292) et devant Sur les chemins noirs (254 985). La semaine suivante, le film se classe sixième avec 113 121 entrées supplémentaires, derrière Sur les chemins noirs (134 106) et devant Alibi.com 2 (66 387).
Le film achève sa carrière au box-office avec 133 millions de dollars, très loin du score du premier film et du seuil de rentabilité, les analystes parlent de flop. C'est le troisième pire résultat pour un film DC, en sachant que Wonder Woman 1984 et The Suicide Squad sont sortis simultanément sur HBO Max en raison des conditions sanitaires.
| Pays ou région    | Box-office        | Date d'arrêt du box-office | Nombre de semaines |
| ----------------- | ----------------- | -------------------------- | ------------------ |
| États-Unis Canada | 57 638 006 $      | 4 mai 2023                 | 7                  |
| France            | 474 659 entrées   | 9 mai 2023                 | 6                  |
| Allemagne         | 244 956 entrées   | n/a                        | n/a                |
| Brésil            | 939 254 entrées   | en cours                   | en cours           |
| Chine             | 1 083 736 entrées | en cours                   | en cours           |
| Italie            | 241 511 entrées   | en cours                   | en cours           |
| Total mondial     | +133 838 006, USD | n/a                        | n/a                |

## Distinctions
(en) Récompenses pour Shazam! La Rage des Dieux sur l’Internet Movie Database

### Nominations
- Razzie Awards 2024 : pire film, pire actrice pour Helen Mirren, pire actrice dans un second rôle pour Lucy Liu et pire scénario
- Family Film Awards 2024 : meilleur film familial

## Autour du film
- Un homme vêtu de rouge et de jaune appelle Shazam « Captain Marvel », du au fait que Shazam s'appelait Captain Marvel à l'origine.